# Sobre la Corona

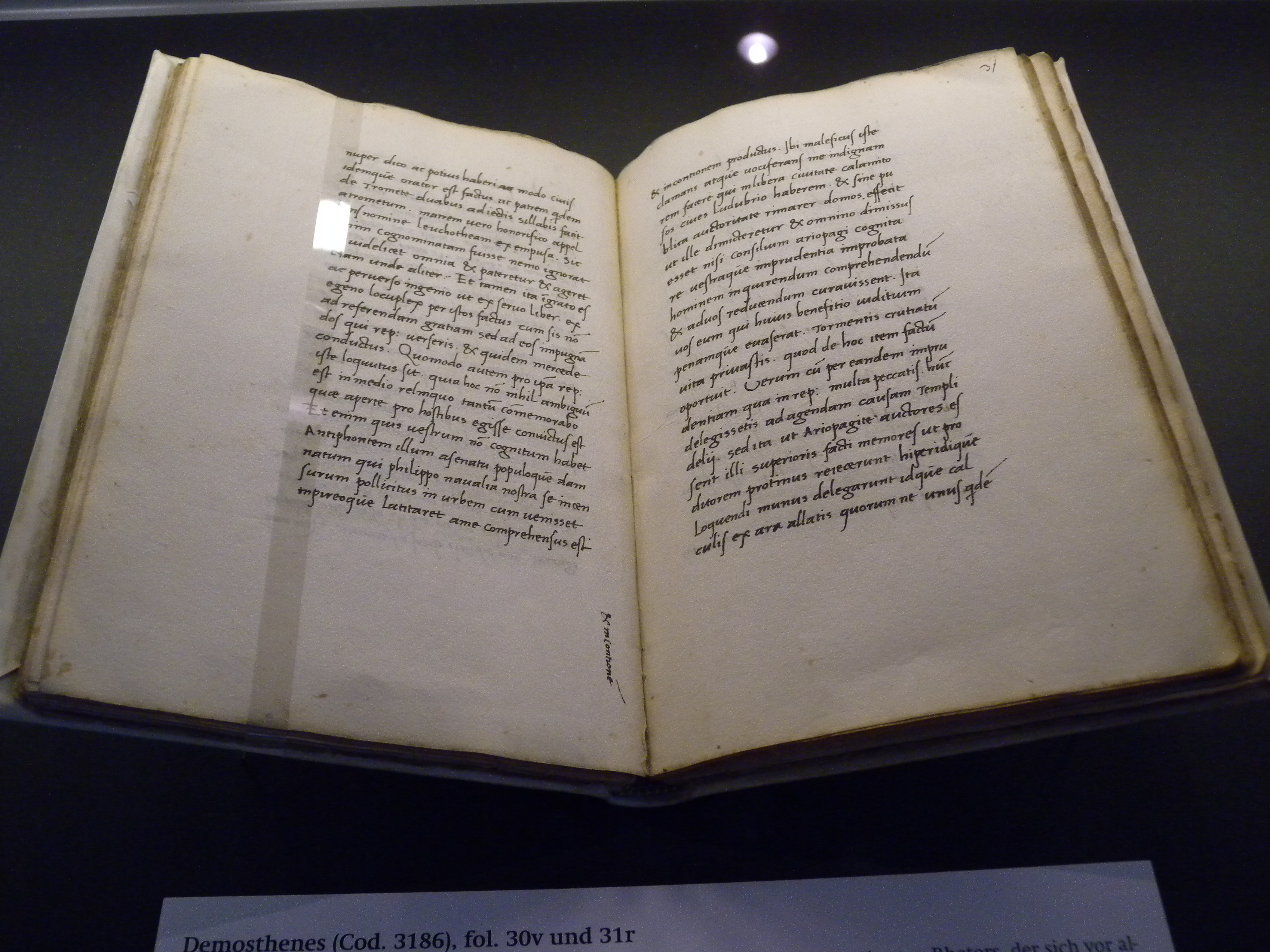
Manuscrito que contiene una versión latina del discurso. Biblioteca Nacional de Austria.

Sobre la Corona (en griego, Ὑπὲρ Κτησιφῶντος περὶ τοῦ Στεφάνου; en latín, De corona) es el título del discurso judicial más famoso de Demóstenes, el gran político y orador ateniense. El discurso fue pronunciado en el año 330 a. C.

## Trasfondo histórico
Pese a su fracaso político en el enfrentamiento contra Filipo II de Macedonia y su hijo Alejandro, el pueblo ateniense todavía respetaba y admiraba a Demóstenes, puede que más incluso que a sus actuales dirigentes de la facción promacedonia, especialmente Demades y Foción. En 336 a. C. el orador Ctesifonte propuso que Atenas honrase a Demóstenes por sus servicios a la ciudad otorgándole, conforme a la costumbre, la corona dorada. Esta propuesta se convirtió en un asunto político y, en 330 a. C., también en judicial, puesto que el político Esquines procesó a Ctesifonte amparándose en irregularidades legales de su propuesta, defendiendo que había violado la ley en tres puntos:
- Por haber realizado falsas alegaciones en un documento público.
- Por entregar ilegalmente la corona a un político (Demóstenes) que todavía no había presentado un informe por su labor en el cargo.
- Por ofrecer ilegalmente la corona durante las Dionisias.

## Contenido del discurso
En su discurso más brillante, Sobre la Corona, Demóstenes defiende a Ctesifonte y ataca vehementemente a todos aquellos que prefirieron la paz con Macedonia. No estaba arrepentido por sus acciones pasadas ni por sus ideas políticas e insistía en que, cuando estaba en el poder, el objetivo constante de todas sus acciones fue el ensalzamiento del honor y la ascendencia de su pueblo, y que en todas las ocasiones y en todo lo que hizo preservó su lealtad a Atenas. Durante el juicio la carrera política del propio Demóstenes estaba siendo juzgada, pero el orador no se cuestiona ninguna de sus acciones. Comienza con una visión general de Grecia, y describe las fases de sus enfrentamientos con Filipo. Luego trata la Paz de Filócrates y acusa a Esquines de su papel en las negociaciones y en la ratificación del tratado. También lanza un ataque personal contra el propio Esquines, a quien ridiculiza sobre la base de su nacimiento de padres de bajo estatus. A esto le añade cargos de corrupción y traición, y le atribuye el desastre de la batalla de Queronea por su actitud en la representación de Atenas en el consejo de la Anfictionía. Subraya que él fue el único que apoyó una coalición con Tebas. Por último, Demóstenes afirma que, aunque Atenas fue derrotada, era mejor ser derrotada en una lucha gloriosa por la independencia que rendir la herencia de la libertad.
Demóstenes finalmente venció a Esquines por una gran mayoría de votos, a pesar de que las objeciones legales que oponía su enemigo al otorgamiento de la Corona eran probablemente válidas. El resultado final fue que Ctesifonte fue absuelto y Esquines, humillado, se vio obligado a exiliarse de forma voluntaria.

## Valoraciones
Sobre la Corona ha sido calificado como "el mayor discurso del mayor orador de la historia". Jebb, analizando el enfrentamiento dialéctico entre Demóstenes y Esquines subraya que este fiero debate ilustra la última gran fase de la vida política de Atenas. Este combate retórico atrajo a Atenas a un inmenso grupo de espectadores.

## Otras lecturas
- Murphy, James Jerome (1983). Demosthenes' On the Crown: A Critical Case Study of a Masterpiece of Ancient Oratory. Hermagoras Press. ISBN 0-9611800-1-3.

- Datos: Q969706
- Multimedia: De Corona / Q969706